# Енисейский каскад ГЭС

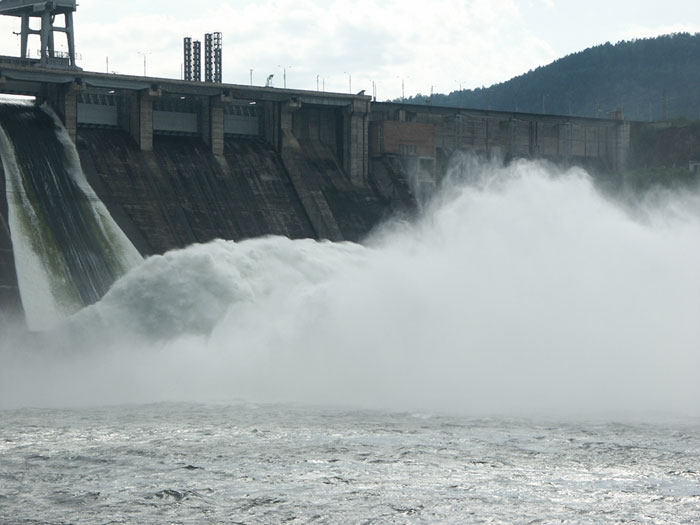
Водосброс Красноярской ГЭС

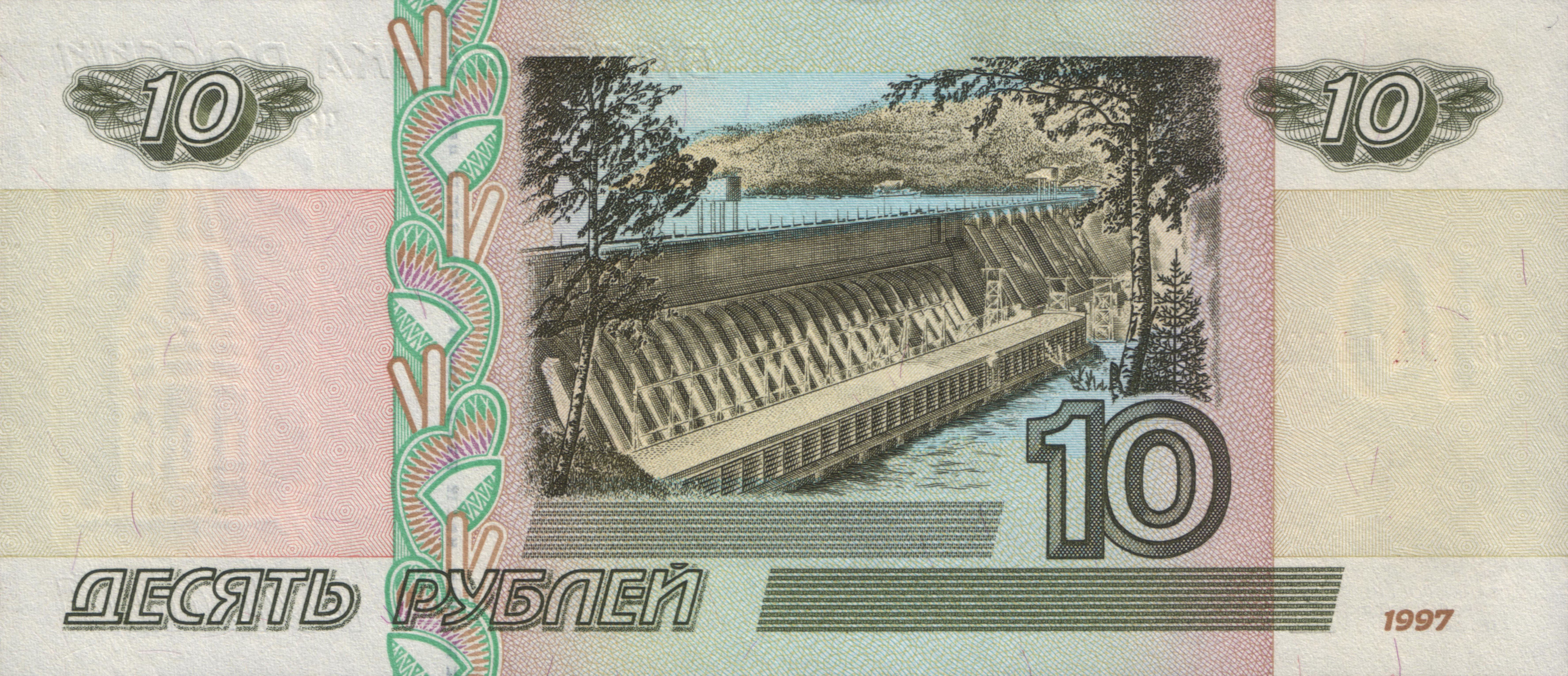
Красноярская ГЭС на банкноте в 10 рублей

Енисе́йский каска́д ГЭС — комплекс гидроэлектростанций на реке Енисей, суммарной мощностью 12,72 гигаватт, и среднегодовой выработкой 45,6 млрд кВт·ч (4,5 % электроэнергии всей страны).

## Общие сведения
ГЭС находятся на территории Красноярского края и республики Хакасия. Все электростанции спроектированы институтом «Ленгидропроект». ГЭС образуют крупные водохранилища.
Каскад состоит из трёх ступеней: 
1. Саяно-Шушенская ГЭС (мощность — 6400 МВт);
2. Майнская ГЭС (мощность — 321 МВт);
3. Красноярская ГЭС (мощность — 6000 МВт).

## Экономическое значение
ГЭС играют важную роль в обеспечении устойчивости энергосистемы Красноярского края и близлежащих регионов. Основным потребителем вырабатываемой электроэнергии являются предприятия компании «Русал». Также значительная часть электроэнергии поступает в энергосистему Сибири.

## Проекты
В СССР существовали проекты сооружения трёх крупных гидроэлектростанций ниже Красноярской ГЭС на Енисее, которые должны были располагаться вплоть до его устья:
- Среднеенисейская ГЭС мощностью более 6 ГВт в районе устья р. Ангары. Предполагаемое расположение данной ГЭС точно не определено, но одним из основных предназначений этой станции должно было стать улучшение условий судоходства на реке Енисей, так как водохранилище должно было включать в себя Казачинские пороги на Енисее. В отдельных источниках указывается на проект с расположением створа ниже впадения Ангары в Енисей с распространением подпора по Енисею до Красноярской ГЭС (высота НУМ нижнего бьефа 141,7-152,5 м) и по Ангаре до Богучанской ГЭС (высота НУМ 139 м);[2]
- Осиновская ГЭС мощностью 5 ГВт, которая должна была располагаться выше по течению от впадения в Енисей р. Подкаменной Тунгуски и включать в водохранилище Осиновские пороги. Также этот проект рассматривался в контексте развития Обь-Енисейского канала и проекта переброски сибирских рек в Среднюю Азию;
- Игарская ГЭС мощностью 5 ГВт в районе Игарки[1].

На участке течения выше Красноярской ГЭС и ниже Майнской ГЭС предполагалось строительство Очурской ГЭС мощностью 400 МВт и Минусинской ГЭС мощностью ок. 500 МВт. Выше Саяно-Шушенской ГЭС планировалось сооружение нескольких гидроэлектростанций. Одним из предназначений последних должно было стать выравнивание стока в Саяно-Шушенское водохранилище. На 2012 год реализация этих проектов не значится в числе приоритетных проектов развития энергетики России.

## Интересные факты
- Саяно-Шушенская ГЭС является самой мощной ГЭС (да и электростанцией вообще) России.
- На Красноярской ГЭС сооружён единственный в России судоподъёмник.
- Изображение Красноярской ГЭС находится на оборотной стороне бумажных купюр достоинством 10 рублей образца 1997 года.